# Mukurwe-ini
Mukurwe-ini är en ort i distriktet Nyeri i provinsen Central i Kenya.